# عزرا إس. كار
عزرا إس. كار (بالإنجليزية: Ezra S. Carr)‏ هو سياسي أمريكي، ولد في 9 مارس 1819 في الولايات المتحدة، وتوفي في 27 نوفمبر 1894 في نفس البلد. حزبياً، نشط في الحزب الجمهوري.